# باول فلين (لاعب كرة قدم)
باول فلين (بالإنجليزية: Paul Flynn)‏ هو لاعب قذف ولاعب كرة قدم أيرلندي، ولد في 17 ديسمبر 1974 في وترفورد في جمهورية أيرلندا. لعب مع Waterford Senior Hurling Team ‏.